# 松山市立南第二中学校
松山市立南第二中学校（まつやましりつ みなみだいにちゅうがっこう）は愛媛県松山市にある公立中学校。

## 沿革

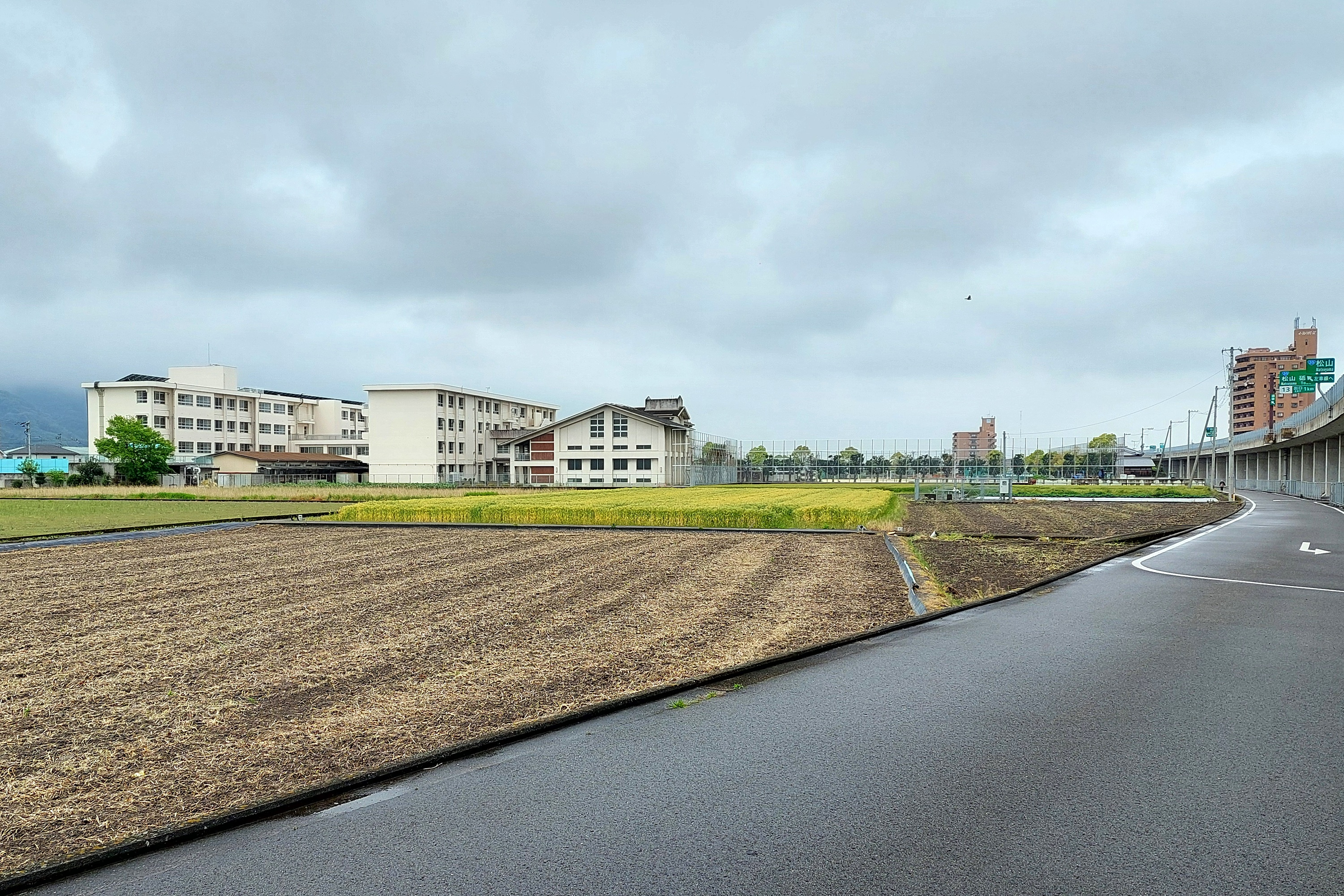
遠景

- 1982年（昭和57年）4月1日 - 松山市立南中学校より分離開校[1]。

## 特徴
- 体育館の入り口前に「去稚心（きょちしん）」と書かれた石像がある。これには「幼い心をなくし自分に厳しく行動する」という意味が込められている。
- 「グリーン広場」と呼ばれる煉瓦の大きな広場がある。総合体育大会、新人戦の壮行会に出場する選手が一時待機する場所であり、放課後などに吹奏楽部が楽器の練習をするときに使われる。
- 学校敷地北側を東西に走る松山自動車道からは、体育館の外壁に描かれた｢（情熱の）血｣｢（勤労の）汗｣｢（感激の）涙｣の3文字が走行中の車からも見てとれる。
- 創立30周年記念行事では、合唱コンクールが県武道館で盛大に行われた。
- 合唱コンクールでは各クラスの発表が終わった後、吹奏楽部による演奏が行われる。昔の名曲クイズや、CMソングクイズなど、各年によって異なる。
- 正門前・北校舎前に｢創る 考える 求める 鍛える｣と書かれた石像があり、これは校訓でもある。
- 校章の由来として｢南｣の背景にある柱は、しっかりと大地を踏みしめて立ち上がる南第二中学校の生徒の勇姿と、将来に向かっての無限の発展と充実を意味している。左右の物は全校生徒の｢連帯と強調｣のつばさを表し温かい友情を意味する。

## 部活動

### 運動部
- 陸上競技部
- 水泳部
- サッカー部
- バレーボール部
- 男子卓球部
- 女子卓球部
- 剣道部
- 男子バスケットボール部
- 女子バスケットボール部
- レスリング部
- 男子ソフトテニス部
- 女子ソフトテニス部

### 文化部
- 吹奏楽部
- 園芸部
- コンピューター部
- 茶道部
- 美術部

## 著名な出身者
- 佐伯美香（女子バレーボール選手）
- 近平奈緒子（女子バスケットボール選手）
- 曽我部奈央（女子バスケットボール選手）